# あづま女子高校妄想部!
「あづま女子高校妄想部!」（あづまじょしこうこうもうそうぶ）は2017年10月11日より毎週水曜日22時よりラヂオつくばで放送されているラジオ番組である。また、そのアーカイブ放送が2017年10月14日より毎週土曜日23時よりインターネットサイトFRESH!(FRESH! by CyberAgent)にて放送されている。
【ラヂオつくば】周波数(MHz)つくば市84.2 コールサインJOZZBO-FM 【FRESH! by CyberAgent】配信PC／AppStore／Google Play
ラジオつくばはサイマルラジオでの配信もおこなっており、周波数帯域外でも『あづま女子高校妄想部!』は聴取可能である。
なお、FRESH!で過去の放送が聴取できるほか、『妄想はアイである。』YouTube公式ページ「アイある.ch」でも聴取可能である。
番組スポンサーは『常陸興業株式会社』。

## 概要
妄想はアイである。製作委員会による、メディアミックス作品である。

## 番組およびパーソナリティ
30分枠の番組で、放送開始当初は5分程度のショートストーリーのあと、パーソナリティによるトーク、聴者からのお便り紹介という流れであったが、第15回放送からの番組リニューアルを機にショートドラマが廃止され、トークと聴者からのお便り紹介を中心とした番組構成となった。
　第1回からパーソナリティは『妄想はアイである。』のメンバー22名のうち複数名が交代でおこなっていたが、第15回のリニューアルとともにメンバーの宮﨑唯、木村えり、神木祐希の3名がメインパーソナリティとなった。しかし先述の3名以外にも他のメンバーが交代してパーソナリティを担当する放送回がある。第1回放送から第14回放送までは、ほぼ当日のショートドラマの声優がパーソナリティを担当しており、キャラクター紹介も兼ねて番組を進行していた。
　パーソナリティの発表は放送当日に公式ツイッターで報告されることがあり、直前まで聴者が把握できないのも当番組の趣旨でもある「妄想」を連想させ、面白さの一つとなっている。
　毎回パーソナリティは1名ではなく、必ず複数名（最小3名）となっている。
　不定期に他のメンバーが出演し、トークおよびお便りの回答に参加する放送回がある。

## 放送内容
番組はショートドラマ、トーク、聴者のお便り紹介の３部構成が基本と思われるが、ショートドラマの廃止やお便りコーナーの充実、公開収録の放送など、現在は枠にとらわれない構成となっている。
　お便りコーナーは「ふつおた（普通のお便り）」「突撃！隣のファンタスティックアイディア」「あづま女子ランキング」「あづま女子高目安箱」と4項目あり、聴者参加型の番組構成となっている。毎回いずれかのコーナーが取り上げられ投稿者の妄想を叶えてくれる。また、公式ホームページの投稿用メールフォームにある「ご意見」も積極的に取り上げ柔軟な対応で番組制作をおこなっている。
　お便りの妄想を叶える上でパーソナリティが対になり、即興のドラマで妄想を展開し、投稿者の悩み、希望を解決していくのも聴きどころである。声優、役者など芸能人がパーソナリティのため想像力が高く、妄想する場面もバラエティ色豊かでこの番組ならでは面白さがうかがえる。
　このような構成であることから必然的に番組のパーソナリティは複数名となる。

## ショートドラマ（ラジオドラマ）
番組内で第1回放送から第14回放送まで５分程度のラジオドラマが、計14話放送されていた。
　※新たな脚本によるドラマCDが2018年4月30日に公式サイトにおいて先行予約販売が開始される。タイトルは『妄想はアイである。』、キャッチコピーは『あなたの妄想叶えます！』。
・各ショートドラマ登場人物
　※全キャラクターおよび声優については『妄想はアイである。』ページの「キャラクター」を参照
　※放送話（放送回・日付）／キャラクター（声優）
第1話（第1回放送 2017年10月11日）　乃木さやか（宮﨑唯）、有村さとみ（成瀬えみ）、山下景衣（神木祐希）
第2話（第2回放送 2017年10月18日）　乃木さやか（宮﨑唯）、村上悠里（那月アイリ）、遠藤結（夏鈴）
第3話（第3回放送 2017年10月25日）　遠藤結（夏鈴）、高橋いおり（白沢はる）、柏木美緒（合田明日佳）
第4話（第4回放送 2017年11月1日）　近藤真琴（西山朱美）、五十嵐楓（相沢実奈）、柏木美緒（合田明日佳）
第5話（第5回放送 2017年11月8日）　近藤真琴（西山朱美）、加藤えり菜（高町咲衣）、アネット・ベル（深埼結菜）
第6話（第6回放送 2017年11月15日）　東山詩乃（臼井晴菜）、中川秋世（シイナ）、アネットベル（深埼結菜）
第7話（第7回放送 2017年11月22日）　中川秋世（シイナ）、真宮寺茜（長尾真奈美）、石原萌（涼本めぐみ）
第8話（第8回放送 2017年11月29日）　関根瑞紀（木村えり）、真宮寺茜（長尾真奈美）、高橋いおり（白沢はる）
第9話（第9回放送 2017年12月6日）　山下景衣（神木祐希）、倉持右京（廣田彩華）、倉持左京（直まどか）　※食堂のおばさん役で木村えりが出演
第10話（第10回放送 2017年12月13日）　関根瑞紀（木村えり）、倉持右京（廣田彩華）、倉持左京（直まどか）
第11話（第11回放送 2017年12月20日）　馬場愛莉（鈴木千菜実）、紬原風花（増田みなみ）、工藤玲奈（冷水優果）
第12話（第12回放送 2017年12月27日）　馬場愛莉（鈴木千菜実）、紬原風花（増田みなみ）、工藤玲奈（冷水優果）
第13話（第13回放送 2018年1月3日）　有村さとみ（成瀬えみ）、石原萌（涼本めぐみ）、東山詩乃（臼井晴菜）
第14話（第14回放送 2018年1月10日）　五十嵐楓（相沢実奈）、村上悠里（那月アイリ）、加藤えり菜（高町咲衣）　

## 番組テーマソング
曲名：未公表 / 作詞：涼本めぐみ / 作曲：向井輝・金田充 / 編曲：金田充
番組テーマソングは第15回放送から採用され、今後の展開が期待される。
なお、番組内ではイントロヴァージョンが採用されているため歌詞を聴くことはできない。また、歌詞も公表されていない。